# Coelemu
Coelemu è un comune del Cile della provincia di Itata, nella Regione di Ñuble. Al censimento del 2002 possedeva una popolazione di 16.082 abitanti.

## Società

### Evoluzione demografica
| Censimento del 1992 | Censimento del 2002 |
| 16.630 ab.          | 16.082 ab.          |